# Хенјо Рихтер
Хенјо Оливер Рихтер (Хамбург, 24. новембра 1963) је гитариста немачког пауер метал бенда Гама реј.

## Биографија
Хенјо је самоуки музичар који је почео свирати гитару са 13 година. Ветеран је немачке пауер метал сцене, али је Гама реј његов први већи бенд. Придружио им се као замена за гитаристу Дирка Шлехтера (који је тада почео свирати бас у Гама реју) на албуму Somewhere Out in Space 1997.
2001. Хенја је ангажовао Тобијас Самет да свира гитару на његовом пројекту Авантазија.
2005. је био приморан да пропусти део турнеје Гама реја нако што је сломио руку при паду са степеница на трајекту између Стокхолма и Финске.

## Занимљивости
- Постојале су гласине да је понудио своје услуге Хансеновом бившем бенду Хеловин за њихов албум Rabbit Don't Come Easy који је издат након одласка њиговог гитаристе Роланда Грапова.

## Дискографија

### Гама реј
- - 1997.
- - 1997.
- - 1999.
- - 2000.
- - 2001.
- - 2003.
- - 2005.
- - 2007.
- - 2010.

### Авантазија
- (сингл) - 2001.
- - 2001.
- - 2002.
- (сингл) - 2007.
- (сингл) - 2007.
- - 2008.